# Lisas Hochzeit
Lisas Hochzeit (engl. Titel: Lisa’s Wedding) ist die 19. Folge der sechsten Staffel und damit die 122. Episode der Serie Die Simpsons. Sie gewann im Jahre 1995 den Primetime Emmy Award in der Kategorie Outstanding Animated Program (For Programming Less Than One Hour).

## Handlung
Die Folge beginnt damit, dass die Familie Simpson einen Mittelaltermarkt besucht. Vater Homer verspeist dort acht verschiedene Sorten Fleisch und gibt damit an, worüber Tochter Lisa sich sehr schämt und daher alleine weiter über den Markt geht. Schließlich gelangt sie zum Stand einer Wahrsagerin. Zwar ist sie zunächst misstrauisch, aber die Wahrsagerin kann ihre Aufmerksamkeit gewinnen, indem sie ihr die Namen der anderen Familienmitglieder nennen kann. Sie verspricht Lisa, ihr mithilfe des Tarot ihre Zukunft vorherzusagen und ihr die Geschichte ihrer ersten wahren Liebe zu erzählen.
Die Handlung gibt nun die Weissagung wieder: Im Jahr 2010 (zum Zeitpunkt der Ausstrahlung 15 Jahre in der Zukunft) lernt die inzwischen 23-jährige Lisa beim Studium an einer Ivy-League-Universität ihren britischen Kommilitonen Hugh Parkfield kennen. Eine Rangelei um ein Buch und Rivalität in akademischen Leistungen führen schnell zu einer stürmischen Liebschaft. Hugh lädt Lisa zu seinen Eltern nach England ein, die Angehörige der upper class sind. Dort macht er ihr einen Heiratsantrag, den sie spontan annimmt. Als sie davon ihrer Mutter Marge am Telefon berichtet, verspricht diese ihr zu verhindern, dass Vater Homer die Hochzeit ruiniert.
Marge ist in der Zukunftsvision noch immer Hausfrau, Lisas Bruder Bart (nun 25) ist als Abrissunternehmer erfolgreich, die kleine Schwester Maggie ist ein angeblich sehr geschwätziger Teenager, allerdings kommt sie in dieser Folge nie zu Wort. Homer ist noch immer Sicherheitsbeauftragter des örtlichen Kernkraftwerks, Milhouse Van Houten, ehemals Klassenkamerad und Freund seines Sohnes, ist nun sein Vorgesetzter.
Lisa und Hugh reisen zu Hochzeitsvorbereitungen in Lisas Heimatstadt Springfield, jedoch macht Lisa sich Sorgen, dass ihre Familie sie blamiert. Die Dinge nehmen einen schlechten Start, als Bart und Homer versehentlich eine britische Flagge in Brand setzen und das Feuer dann mit Kompost löschen. Nach dem gemeinsamen Abendessen lädt Homer Hugh in seine Stammkneipe ein, während Lisa eine Anprobe für ihr Brautkleid hat. In der Kneipe zeigt Homer Hugh sehr kitschige Manschettenknöpfe (zwei Schweine als Braut und Bräutigam), die in seiner Familie traditionell vom Bräutigam zur Hochzeit getragen werden; er bittet ihn, diese Tradition fortzuführen. Hugh stimmt widerstrebend zu. Als Lisa sich später am Abend bei Hugh für das Verhalten ihrer Familie entschuldigen will, gibt Hugh vor kein Problem damit zu haben, aber wirkt unglücklich dabei.
Am Tag der Hochzeit entdeckt Lisa, das Hugh die Manschettenknöpfe nicht trägt. Da sie die Geste ihres Vaters rührend findet, bittet sie Hugh, die Manschettenknöpfe anzulegen. Er gibt nach; doch zugleich lässt er durchscheinen, dass er erwartet, dass sie in England leben werden und Lisa ihrer Familie den Rücken kehren soll. Lisa ist sehr erzürnt und teilt Hugh mit, dass sie ihn nicht heiraten kann, da er nicht versteht, dass sie ihre Familie trotz ihrer Fehler sehr liebt. Sie lässt die Hochzeit platzen und läuft davon.
Sodann beendet die Wahrsagerin ihre Geschichte: Sie erzählt, dass Hugh zurück nach England geht und er und Lisa sich nie wieder sehen. Dieses Schicksal soll sie nicht verhindern können, die Wahrsagerin bittet sie jedoch, ein erstauntes Gesicht zu machen, wenn es geschieht. Lisa fragt, ob das ihre einzige wahre Liebe gewesen sein wird, die Wahrsagerin redet sich heraus: Lisa würde die wahre Liebe finden, ihre Vorhersagen würden sich jedoch auf Beziehungen beschränken, wo man hin- und hergerissen wird. Lisa verlässt den Stand und trifft ihren Vater, der ihr aufgeregt von seinen Jahrmarktserlebnissen erzählen will. Nicht länger beschämt, nimmt Lisa seine Hand, als sie nach Hause gehen und hört ihm glücklich und zufrieden zu.

## Hintergrund
Die Idee zur Folge hatte Produzent James L. Brooks und war die erste von fünf Folgen, die einen Blick in die Zukunft wagen. So sieht man gealterte Charaktere wie einen Bart mit Bartansatz und Mr. Burns im Kälteschlaf. Die Figur „Hugh Parkfield“ ist dabei eine Parodie des englischen Schauspielers Hugh Grant.